# 4P/Faye
4P/Faye – kometa okresowa należąca do rodziny komet Jowisza.

## Odkrycie
Kometa ta została odkryta przez Hervé Faye 23 listopada 1843 roku w Królewskim Obserwatorium w Paryżu.

## Orbita komety
Orbita komety 4P/Faye ma kształt elipsy o mimośrodzie 0,57. Peryhelium znajduje się w odległości 1,65 j.a., aphelium zaś 6,02 j.a. od Słońca. Jest to więc kometa z rodziny Jowisza. Jej okres obiegu wokół Słońca wynosi 7,52 roku, nachylenie do ekliptyki zaś 9,07˚.
Średnica jądra komety 4P/Faye to ok. 3,54 km.